# José Elias Chaves Júnior
Dom José Elias Chaves Júnior, C.M. (Bambuí, 28 de abril de 1926 – Belo Horizonte, 31 de outubro de 2006), foi um bispo católico. Foi o 2º bispo prelado de Cametá.

## Episcopado
Dom José Elias Chaves Júnior foi nomeado bispo prelado de Cametá pelo Papa João Paulo II, em 21 de maio de 1980.
Recebeu a ordenação episcopal no dia 25 de julho de 1980, em Bambuí.
Lema: Evangelizar os Pobres.
Renunciou ao múnus pastoral no dia 29 de setembro de 1999, por limite de idade, em conformidade com o cânon 401 do Código de Direito Canônico.